# Marie Dorin-Habert
Marie Dorin-Habert (Lyon, 19 de junio de 1986) es una deportista francesa que compite en biatlón.
Participó en tres Juegos Olímpicos de Invierno, entre los años 2010 y 2018, obteniendo en total cuatro medallas, oro y bronce en Pyeongchang 2018 y plata y bronce en Vancouver 2010.
Ha ganado 17 medallas en el Campeonato Mundial de Biatlón entre los años 2009 y 2017.

## Palmarés internacional
| Juegos Olímpicos   | Juegos Olímpicos             | Juegos Olímpicos  | Juegos Olímpicos |
| Año                | Lugar                        | Medalla           |                  |
| ------------------ | ---------------------------- | ----------------- | ---------------- |
| 2010               | Vancouver (Canadá)           | Medalla de plata  | Relevos          |
| 2010               | Vancouver (Canadá)           | Medalla de bronce | Velocidad        |
| 2018               | Pyeongchang (Corea del Sur)  | Medalla de oro    | Relevo mixto     |
| 2018               | Pyeongchang (Corea del Sur)  | Medalla de bronce | Relevo           |
| Campeonato Mundial |                              |                   |                  |
| Año                | Lugar                        | Medalla           | Prueba           |
| 2009               | Pyeongchang (Corea del Sur)  | Medalla de bronce | Relevos          |
| 2011               | Janty-Mansisk (Rusia)        | Medalla de plata  | Relevos          |
| 2011               | Janty-Mansisk (Rusia)        | Medalla de bronce | Relevo mixto     |
| 2012               | Ruhpolding (Alemania)        | Medalla de plata  | Relevos          |
| 2013               | Nové Město (República Checa) | Medalla de plata  | Relevo mixto     |
| 2015               | Kontiolahti (Finlandia)      | Medalla de oro    | Velocidad        |
| 2015               | Kontiolahti (Finlandia)      | Medalla de oro    | Persecución      |
| 2015               | Kontiolahti (Finlandia)      | Medalla de plata  | Relevos          |
| 2015               | Kontiolahti (Finlandia)      | Medalla de plata  | Relevo mixto     |
| 2016               | Oslo (Noruega)               | Medalla de oro    | Individual       |
| 2016               | Oslo (Noruega)               | Medalla de oro    | Salida en grupo  |
| 2016               | Oslo (Noruega)               | Medalla de oro    | Relevo mixto     |
| 2016               | Oslo (Noruega)               | Medalla de plata  | Velocidad        |
| 2016               | Oslo (Noruega)               | Medalla de plata  | Relevos          |
| 2016               | Oslo (Noruega)               | Medalla de bronce | Persecución      |
| 2017               | Hochfilzen (Austria)         | Medalla de plata  | Relevo mixto     |
| 2017               | Hochfilzen (Austria)         | Medalla de bronce | Relevos          |